# Andrew Forsyth
Andrew Forsyth   (Glasgow, 18 de juny de 1858 - Londres, 2 de juny de 1942) va ser un matemàtic britànic.

## Vida i Obra
El pare de Forsyth era un enginyer que treballava a les drassanes de Glasgow, però que es va traslladar a Liverpool on Forsyth va fer els estudis secundaris. El 1877 va ingressar en el Trinity College (Cambridge) on es va graduar el 1881 com senior wrangler. Va ser nomenat professor titular de la universitat de Liverpool el 1882, però dos anys més tard va tornar a Cambridge com a professor de matemàtiques.
El 1885 va publicar el seu primer llibre: Treatise on differential equations. Els anys següents va estar investigant en els camps de les equacions diferencials i els invariants, publicant una llarga sèrie de memòries i articles fins al 1889. Però a partir d'aquest any, la seva reputació va començar a declinar. Tot i així, el 1895 va substituir Cayley en la càtedra de matemàtiques en morir aquest. Des de la cátedra es va dedicar a l'edició de les obres escollides de Cayley i va participar activament en el govern de la universitat.
El 1910 es va veure obligat a renunciar per sempre a la càtedra per culpa d'un afer amorós amb la dona del professor de Cambridge Sir Charles Vernon Boys. Després d'un curs a la universitat de Calcuta, va ser nomenat cap del departament de matemàtiques del Imperial College London (1913), lloc en el que es va jubilar el 1923.
Forsyth va publicar nou llibres i un centenar d'articles a revistes científiques.